# 內階一
內階一（Omicron UMa，ο Ursae Majoris, ο UMa）是在北天拱極星座大熊座內的一個恆星系統。它的視星等為+3.35，距離太陽系大約179光年（55秒差距）。這顆恆星的傳統名稱是Muscida，意思就是口或鼻子。光學雙星，內階增七（大熊座π2）與內階增九（大熊座π1）曾共用這個名字。

## 性質

### 恆星光譜
它的恆星光譜類型為G4 II–III,，位於恆星演化的巨星和亮巨星階段之間。干涉儀測量這顆恆星的角直徑大約是2.42 mas，以它的距離估計，這顆恆星的直徑大約為太陽的14倍，質量是太陽的3倍，從他的外層大氣輻射的光度是太陽的138倍，表面的有效溫度是5,282 K，使它的顏色呈現出G-型恆星的黃色。

### 疑似變星
在1963年，東德天文學家Gerhard Jakisch報告這顆恆星是有著週期358天，便光幅度0.08星等的變星。在1982年編輯的New Catalogue of Suspected Variable Stars列出它的星等在3.30和3.36等之間變動。然而，美國天文學家Dorrit Hoffleit在1992年注意到，用來測量星等的比較星中，有兩顆本身也是變星，因此內階一可能只是疑似變星。

### 伴星
內階一有一顆相距7.1角秒，視星等15.2等，有著相同自行的伴星，有99.4%的可能性是這個系統的X射線輻射來源。基於自行的資料，內階一經常被列出有兩顆以上的伴星，但它們似乎都是光學伴星。

## 行星系統
這個系統是薄盤族的成員，它的軌道追隨著銀河系的盤面，離心率0.12。它接近銀河中心的距離是23.5 kly（7.2 kpc），遠離時的距離是30.2 kly（9.3 kpc），與銀河平面的距離不會超過330光年（100秒差距）。因為它相對於鄰近一般恆星的本動速度超過35.5Km/s，因此被認為是一顆速逃星 。
在2012年，發現內階一有一顆距離3.9天文單位的系外行星，內階一b。這顆氣體巨星（4.1木星質量）的軌道週期為1630天。
| 成員 (依恆星距離) | 质量    | 半長軸 (AU) | 轨道周期 (天) | 離心率        | 傾角 | 半径 |
| ----------------- | ------- | ----------- | ------------- | ------------- | ---- | ---- |
| b                 | >4.1 MJ | 3.9         | 1630±35       | 0.130 ± 0.065 | —    | —    |

## 名稱
在中國，內階的意思是紫禁城內的階梯，屬於內階這個星官的還有大熊座16（內階二）、大熊座6（內階三）、大熊座23（內階四）、大熊座5（內階五）、大熊座17（內階六）。內階一（Nèi Jiē yī）是大熊座ο（大熊座1）。